# コーラル・シー (空母)
| USS Coral Sea |                                                                           |
| 艦歴          |                                                                           |
| 発注          | 1943年6月14日                                                             |
| 起工          | 1944年7月10日                                                             |
| 進水          | 1946年4月2日                                                              |
| 就役          | 1947年10月1日                                                             |
| 退役          | 1990年4月26日                                                             |
| 除籍          | 1990年4月28日                                                             |
| その後        | スクラップ、同型艦に部品流用                                              |
| 性能諸元      |                                                                           |
| 基準排水量    | 就役時：45,000 トン 近代改修後：52,500 トン                               |
| 満載排水量    | 就役時：60,000 トン 近代改修後：65,200 トン                               |
| 全長          | 295 m (968 feet)                                                          |
| 全幅          | 34 m (113 feet)、 飛行甲板：41 m (136 feet)                               |
| 吃水          | 10.7 m (35 feet)                                                          |
| 機関          | ウェスティングハウス式蒸気タービン 4軸, 212,000hp                         |
| 最大 速度     | 33 ノット (60 km/h)                                                       |
| 航続 距離     | 11.520 カイリ（15ノット時）                                               |
| 乗員          | 士官、兵員 4,104名                                                        |
| 兵装          | Mk39 5インチ単装砲×14基（後日撤去） ファランクスMk15 CIWS×3基（後日搭載） |
| 搭載機        |                                                                           |

コーラル・シー(USS Coral Sea, CV/CVB/CVA-43)は、アメリカ海軍の航空母艦。ミッドウェイ級航空母艦の3番艦。艦名は珊瑚海海戦(Battle of the Coral Sea)にちなむ。コーラル・シーはその長期にわたる活動から「不老の勇士 Ageless Warrior」の愛称を得た。

## 艦歴
当初は艦番号 CV-43 として1943年6月14日にバージニア州ニューポート・ニューズのニューポート・ニューズ造船所に発注されたが、1943年7月15日に「大型航空母艦」として CVB-43 に再分類された。
1944年7月10日に起工し、1946年4月2日にトーマス・C・キンケイド夫人によって進水、1947年10月1日にA・P・ストーズ三世大佐の指揮のもと就役した。

## 初期の活動
コーラル・シーは1948年4月27日にトマス・D・デイビス大佐とジョン・P・ホイートリー少佐が操縦する二機のPV-2 ネプチューンによるジェット発艦実験を行うため、ノーフォークを出港した。これは中規模の機体による最初の空母発艦であった。1948年6月7日には海軍兵学校生を乗せ地中海およびカリブ海を巡航し、8月11日に帰港した。
オーバーホールの後、コーラル・シーは再びチェサピーク湾のバージニア岬から活動を始める。1949年3月7日にジョン・T・ヘイワード大佐の操縦するP2V-3C ネプチューン対潜哨戒機は模擬爆弾を搭載し発艦した。P2V-3C はアメリカ大陸を横切り西海岸で搭載弾を投下、無着陸で帰還しメリーランド州パタクセント・リバー海軍航空基地に着陸した。これは空母からの長距離航空攻撃のデモンストレーションであった。
カリブ海での訓練後、コーラル・シーは1949年5月3日に第6艦隊での初の任務のため地中海に向けて出航し、9月28日に帰還した。

## 1950年代の活動
1950年4月21日、開発中のAJ サヴェージ大型艦上攻撃機の離陸実験が行われた。同8月31日には着艦実験に成功した。1950年9月9日から翌1951年2月1日まで第6艦隊所属として地中海に配備された。
1952年10月1日に船体分類記号攻撃型空母CVA-43に再分類された。
1957年5月24日から大規模近代化改装が行われ、飛行甲板のアングルド・デッキ化、エンクローズドバウ化、航空機エレベーターの舷側移設、蒸気カタパルトの新設、対空兵装の取捨更新などを行い1960年1月25日に再就役し、艦隊に復帰した。

## ベトナム戦争
1964年8月2日、トンキン湾事件が発生し、アメリカがベトナムへの軍事介入を拡大するとコーラル・シーは空母レンジャー (USS Ranger, CV-61)、ハンコック (USS Hancock, CV-19)と共に第7艦隊に組み入れられて2月7日に出航し、1965年2月7日ベトナム沖に到着した。
到着直後コーラル・シーは南ベトナムのプレークにあった軍事施設を南ベトナム解放民族戦線が攻撃したことへの報復として北ベトナムのドン・ホイにある兵員集結地を爆撃し、3月26日には大規模な組織的爆撃であるローリング・サンダー作戦に参加して沿岸部の島々とヴィン・ソンを爆撃した。

### 反乱
ベトナム戦争中の1971年に、コーラル・シー艦内で乗組員による｢Stop Our Ship(SOS)｣と名づけられた反戦運動が計画され、少なくとも1000人が参加した。11月6日には300人がサンフランシスコ市内で反戦デモに参加した。

### マヤグエース号事件
1975年5月に、カンボジア軍によってアメリカ船「マヤグエース」が拿捕されるマヤグエース号事件が発生すると、コーラル・シーはその救出作戦にも投入された。コーラル・シーは、海兵隊員を乗せたヘリコプターの支援、カンボジア本土のレアム航空基地やシアヌークビル港の空襲を担当した。レアム基地では17機のT-28の破壊を記録したが、実際の戦果は5機程度であった。この事件は、ベトナム戦争最後の戦闘と見なされている。

## 退役

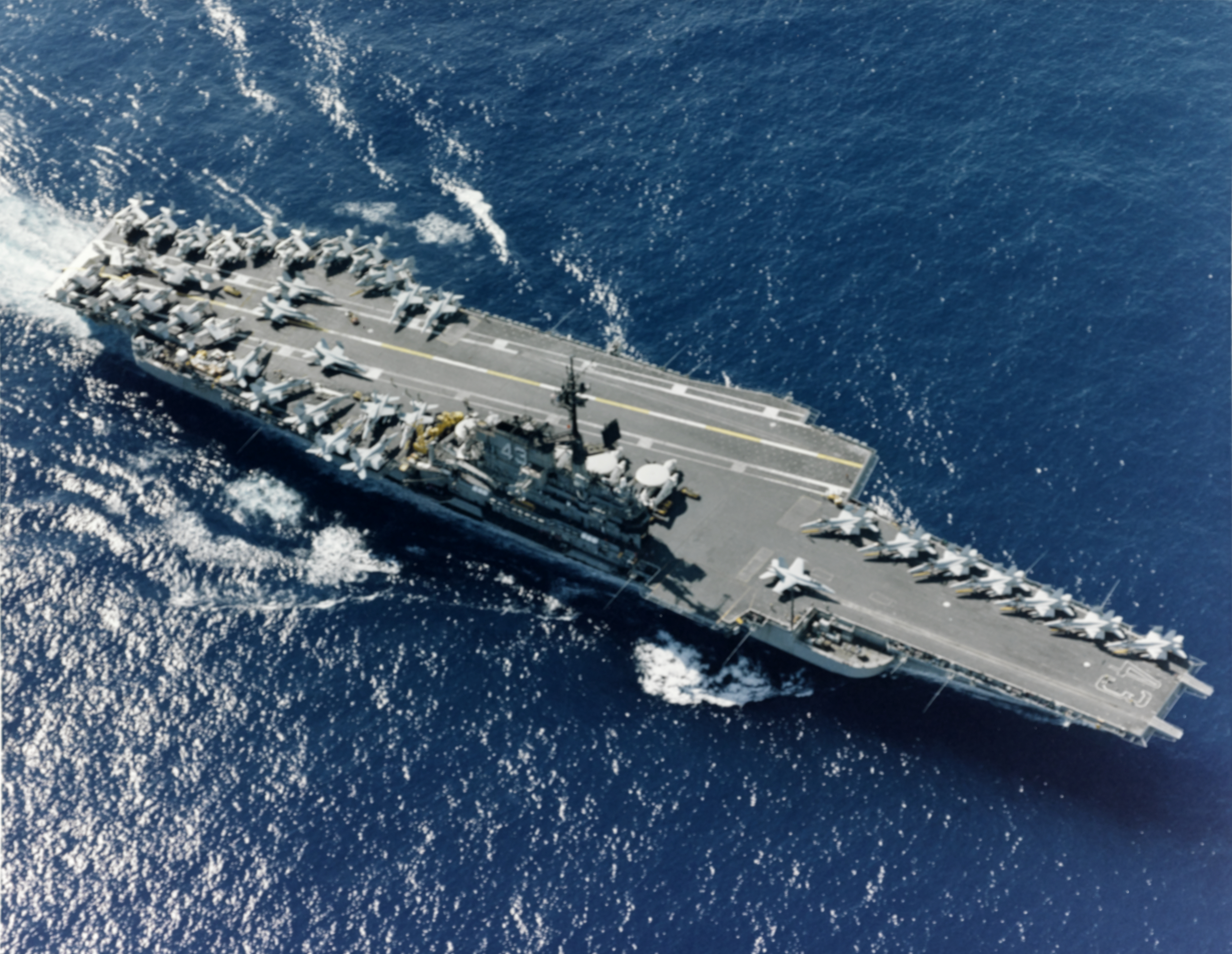
退役直前のコーラル・シー

コーラル・シーは1990年4月26日に退役し、その2日後には除籍される。艦は1993年5月7日、Defense Reutilization and Marketing Service (DRMS)によってメリーランド州ボルチモアのシーウィッチ・サルヴェージに売却されたが、多くの金銭、法的、環境的問題からスクラップ化は遅れることとなった。除籍時に70,000トン近くあったコーラル・シーはスクラップにされた当時最大の海軍艦艇であるが、新しい環境法では企業がアメリカ国内で航空母艦を廃棄することを禁止していた。
シーウィッチ・サルヴェージは船体をスクラップとして中華人民共和国へ売却しようとしたが、艦艇を廃棄するため外国に売却することも違法となるため、海軍によって法的に差し止められた。艦の解体は2000年9月8日に完了するまで数年間続けられた。